# Chabot de Sibérie
Espèce
Synonymes
- Cottus czanaga Dybowski, 1869[2] [3]
- Cottus poecilopterus Heckel, 1837[2] [3]
- Cottus poecilopus altaicus Kaschenko, 1899[2] [3]
- Cottus poecilopus macrostomus Jeitteles, 1862[2] [3]
- Cottus poecilopus microstomus Jeitteles, 1862[2] [3]
- Cottus poecilopus poecilopus Heckel, 1837[2] [3]

Statut de conservation UICN

 LC  : Préoccupation mineure
Le chabot de Sibérie (Cottus poecilopus) est un poisson de la famille des Cottidae que l'on trouve dans les eaux douces froides. L'espèce se trouve en Europe du Nord depuis l'est de la Norvège à l'ouest des fleuves Kolyma et Amour dans l'est de l'Asie.
L'espèce était autrefois communément utilisée comme appât, et notamment pour les grandes truites. Aujourd'hui, cependant, il est interdit d'utiliser des appâts vivants.

## Mode de vie et de l'écologie
On le trouve dans les rivières avec de forts courants, dans les eaux peu profondes, les lacs et souvent sous les pierres.
Son régime alimentaire comprend beaucoup d'algues, mais aussi des larves d'insectes, mollusques, crustacés, œufs et petits poissons. 

## Liste des sous-espèces
Selon NCBI (15 novembre 2020) :
- sous-espèce Cottus poecilopus volki